# Alkoholgehalt
Der Alkoholgehalt oder Alkoholgrad ist der Anteil des reinen Alkohols (d. h. Ethanols) an der Gesamtmenge eines Gemisches. Er wird bei Alkohol-Wasser-Mischungen oder Alkoholerzeugnissen als Volumenkonzentration reinen Alkohols bei 20 Grad Celsius (§ 2 Abs. 4 der Alkoholsteuerverordnung) meist in Volumenprozent (abgekürztes Einheitenzeichen: % Vol. oder Vol.-%) angegeben, frühere Einheiten waren das Grad Stoppani, das Grad Tralles, das Grad Gay-Lussac und das Grad Sikes. Da Alkohol eine wesentlich geringere Dichte als Wasser hat, ist die Volumenprozentzahl höher als die Gewichtsprozentzahl. Die Bestimmung des Alkoholgehalts nennt man Alkoholometrie.

## Gesetzliche Kennzeichnungspflicht
Der Alkoholgehalt in Getränken muss in der Europäischen Union gemäß Anhang XII der EU-Lebensmittel-Informationsverordnung (LMIV), in Deutschland zuvor nach § 7b der Lebensmittel-Kennzeichnungsverordnung (LMKV), als Volumenprozent mit höchstens einer Dezimalstelle, gefolgt von „% vol“ angegeben sein; der Prozentzahl darf „Alkohol“ oder „Alk.“ vorangestellt werden. Statt „Alk.“ sah die LMKV „alc.“ vor, um diese Möglichkeit wurde die LMIV durch eine Berichtigung vom 18. November 2011 erweitert.
Der tatsächliche Alkoholgehalt darf dabei folgende Abweichungen aufweisen (Anlage XII LMIV):
- Bier (des KN-Codes 2203 00) mit einem Alkoholgehalt bis 5,5 % vol, sowie gegorene Getränke aus Weintrauben des KN-Codes 2206 00, die nicht Erzeugnisse im Sinne des Weingesetzes sind: 0,5 % vol
- Biere mit einem Alkoholgehalt über 5,5 % vol, schäumende Getränke aus Weintrauben des KN-Codes 2206 00, Apfelwein, Birnenwein, Fruchtwein und ähnliche Getränke aus anderen Früchten als Weintrauben, auch perlend oder schäumend; Met/Honigwein: 1,0 % vol
- Getränke mit eingelegten Früchten oder Pflanzenteilen: 1,5 % vol
- sonstige Getränke mit einem Alkoholgehalt von mehr als 1,2 Volumenprozent: 0,3 % vol

Die bloße Forderung, „Volumenprozent“ anzugeben, lässt allerdings noch unbestimmt, ob die Volumenkonzentration oder der Volumenanteil (oder gar das Volumenverhältnis) anzugeben ist, vgl. #Beispiele für alternative Gehaltsangaben.

## Beispiele für Alkoholgehalte
| Getränk                            | Alkoholgehalt in Volumenprozent |
| ---------------------------------- | ------------------------------- |
| Alkoholfreies Bier                 | 0–0,5                           |
| Leichtbier                         | 2,0–3,2                         |
| Obergäriges Bier (Kölsch, Altbier) | 4,5–5,4                         |
| Vollbier                           | 4,3–5,7                         |
| Bockbier                           | 5–12                            |
| Burgunder, Bordeaux                | 10–14,5                         |
| Champagner, Sekt                   | 10–12,8                         |
| Wermut                             | 14,5–21,9                       |
| Sherry, Portwein, Samos            | 15–22                           |
| Weinbrand                          | 36–45                           |
| Likör                              | 15–55                           |
| Rum                                | 37,5–80                         |

## Bestimmung des Alkoholgehalts
Alle Gehaltsgrößen, die den Volumenbegriff enthalten, sind temperaturabhängig. Zu einer eindeutigen Angabe von Konzentrationen, Volumenanteilen und Volumenverhältnissen gehört daher auch die Nennung der zugehörigen Temperatur.
Bei alkoholischen Getränken betrifft dies die Volumina des enthaltenen Ethanols, des enthaltenen Wassers und des Getränks als Mischung. Die Verordnungen schreiben vor, dass der Alkoholgehalt bei 20 °C zu bestimmen ist. Dies deutet an („deutet an“ deutet hier an, dass die Texte unklar formuliert sind und gewisse Interpretationsspielräume bieten), dass etwa die Angabe Ein Liter des Getränks enthält 40 %, also 400 Milliliter (= 40 cl) Alkohol so zu verstehen ist: Bei 20 °C enthält ein Liter des Getränks eine Stoffmenge oder Masse Alkohol, die bei ebenfalls 20 °C ein Volumen von 400 Milliliter einnehmen würde. Relevanz der Temperaturangabe wird unter #Beispiele für alternative Gehaltsangaben demonstriert/diskutiert. – Praktisch wohl noch wichtiger ist, dass die direkte Bestimmung des Alkoholgehalts einer Probe durch vollständiges „Herausfiltern“ (Destillieren) und anschließendes Vermessen des Alkohols viel zu aufwändig wäre. Stattdessen macht man sich zunutze, dass die Dichte einer wässrigen Ethanollösung umso geringer ist, je höher ihr Ethanolgehalt ist, bestimmt die Dichte des Gemischs etwa einfach anhand dessen, wie tief ein Probekörper in das Gemisch einsinkt (archimedisches Prinzip), und schließt aus dem Messergebnis auf den Alkoholgehalt. Die Beziehung zwischen Gemischdichte und Alkoholgehalt hängt jedoch ebenfalls von der Temperatur des Gemischs ab. Manche Messgeräte sind mit einer Skale versehen, die den Alkoholgehalt des Gemischs direkt anzeigt, korrekt aber nur bei einer bestimmten Temperatur. Die Vorschriften geben also an, dass für die Bestimmung des Alkoholgehalts solche Instrumente verwendet werden müssen, die auf eine korrekte Anzeige bei 20 °C Gemischtemperatur geeicht sind.

## Alternative Gehaltsangaben

### Alternative Gehaltsgrößen
Die Artikel DIN 1310 und Gehaltsangabe bieten neben „Teilvolumen zu Gesamtvolumen“ (Volumenkonzentration) mindestens 12 weitere Möglichkeiten an, den Alkoholgehalt einer Flüssigkeit anzugeben. In der medizinischen Forschung und Praxis zum Konsum alkoholischer Getränke werden von ihnen noch Massenkonzentration – etwa g/l – oder Massenanteil – etwa g/kg – verwendet.
§ 2 Abs. 4 der Alkoholsteuerverordnung erlaubt neben der Angabe der Volumenkonzentration bei 20 °C die Angabe „als Massengehalt in Masseprozent“. Wegen „-prozent“ kann nicht „Massenkonzentration“ gemeint sein, die veraltete Ausdrucksweise „Masseprozent“ deutet darauf hin, dass der bereits genannte Massenanteil und nicht „Massenverhältnis“ gemeint ist.
(Der Text entstammt § 3 der Branntweinsteuerverordnung.)
Umrechnung einer Volumenkonzentration σ bei 20 °C in die Massenkonzentration β bei 20 °C (siehe dort) erfolgt simplerweise durch Multiplikation mit der Dichte ρ ≈ 0,7893 g · cm−3 von Alkohol bei 20 °C: β = σ · ρ. In Anbetracht der gesetzlich erlaubten Ungenauigkeit der Volumenprozent-Angabe bei alkoholischen Getränken ist es sinnvoll, mit 0,8 statt 0,789… zu rechnen, also mit 800 g/l. Für ein Bier mit 5 Volumenprozent Alkohol, d. h. einer Alkohol-Volumenkonzentration von 0,05 erhält man so etwa 40 g/l; bei Wodka mit 40 % vol ergeben sich etwa 320 g/l.
Durch Addition der mit den Volumina gewichteten Massenkonzentrationen an einem Tag/Abend von einer Person konsumierter alkoholischer Getränke lässt sich die aufgenommene Alkoholmenge und damit nach der Widmark-Formel die (maximale) Blutalkoholkonzentration („Promille“) recht einfach errechnen. Beispielsweise sind in zwei Halben Bier à 40 g/l und einem Viertele Rotwein à 100 g/l (12,5 % vol) zusammen (40 +100/4) g = 65 g Alkohol enthalten. Ein 80 kg schwerer Mann kann damit auf {\displaystyle {\frac {65}{80\cdot 0{,}68}}\approx 1{,}2} ‰ kommen. Weiter wird die so ermittelte durchschnittliche täglich aufgenommene Alkoholmenge zur Beurteilung gesundheitlicher Folgen regelmäßigen Alkoholkonsums („Risikoklassen“, Krebsrisiko, …) herangezogen. Sind 20 bis 25 g Alkohol täglich kritisch (Männer), so sollte man abends nicht mehr als zwei kleine Pils oder einen Viertelliter Wein trinken.
Der Massenanteil w errechnet sich theoretisch aus der Massenkonzentration β, indem man β durch die Dichte ρm der Gesamtflüssigkeit bei 20 °C dividiert:
w = β/ρm = σ · ρ/ρm.
ρm hängt allerdings nicht nur von der Temperatur, sondern (im Falle des Gemischs mit Wasser) wegen der Volumenkontraktion auch vom Alkoholgehalt selbst ab (der umgekehrt aus ρm bestimmt werden kann) und ist aus einer Tabelle empirisch ermittelter Werte zu gewinnen. Ursprünglich liegt aber nur eine Tabelle vor, die von Massenanteilen ausgeht (Osborne et al., #Literatur), womit nur die zu w gehörige Volumenkonzentration durch σ = w ·ρm/ρ berechnet werden kann und in der anderen Richtung „gesucht“ werden muss. Das Österreichische Arzneibuch bietet direkt eine Gegenüberstellung von Massenanteilen und zugehörigen Volumenkonzentrationen bei 20 °C (#Weblinks). – Als Vorteil steht dieser Schwierigkeit gegenüber, dass der Massenanteil nicht von den Volumina und der Temperatur abhängt und auch nicht von der Volumenkontraktion berührt wird (diese kommt nur bei der Beziehung zu Konzentrationen ins Spiel).
Die #Beispiele für alternative Gehaltsangaben geben auch Entsprechungen einiger Massenanteile und Volumenkonzentrationen samt zusammenfassender Betrachtung an.

### Alternative Maßeinheit in den USA und Großbritannien
In den USA ist zusätzlich noch die alte englische Maßeinheit Proof gebräuchlich, ein Degree Proof entspricht einem halben Volumenprozent. Allerdings sind Hersteller von Spirituosen nach Artikel 27 des Code of Federal Regulations angewiesen, den Alkoholgehalt als Volumenanteil zu deklarieren.
Angaben mit „Proof“ gibt es auch in Großbritannien, deren Bedeutung ist aber komplexer – siehe dort.

### Beispiele für alternative Gehaltsangaben
Die folgende Tabelle stellt einige Massenanteile, Volumenkonzentrationen bei verschiedenen Temperaturen und Volumenanteile von Ethanol in Ethanol-Wasser-Gemischen bei 20 °C, angegeben in Prozent, einander gegenüber.
| Massen- anteil | Volumenkonzentration bei | Volumenkonzentration bei | Volumenkonzentration bei | Volumenkonzentration bei | Volumenkonzentration bei | Volumenkonzentration bei | Volumen- anteil bei 20 °C | Beispielprodukt          |
| Massen- anteil | 10 °C                    | 15 °C                    | 20 °C                    | 25 °C                    | 30 °C                    | 40 °C                    | Volumen- anteil bei 20 °C | Beispielprodukt          |
| -------------- | ------------------------ | ------------------------ | ------------------------ | ------------------------ | ------------------------ | ------------------------ | ------------------------- | ------------------------ |
| 2              | 2,50                     | 2,51                     | 2,52                     | 2,53                     | 2,54                     | 2,56                     | 2,52                      | Leichtbier               |
| 4              | 4,98                     | 5,00                     | 5,02                     | 5,04                     | 5,06                     | 5,10                     | 5,00                      | Vollbier                 |
| 10             | 12,33                    | 12,39                    | 12,44                    | 12,49                    | 12,54                    | 12,63                    | 12,32                     | Rotwein                  |
| 12             | 14,76                    | 14,82                    | 14,88                    | 14,94                    | 15,00                    | 15,10                    | 14,71                     | Untergrenze Spirituosen  |
| 16             | 19,59                    | 19,67                    | 19,74                    | 19,81                    | 19,88                    | 20,00                    | 19,41                     | Portwein                 |
| 33             | 39,50                    | 39,58                    | 39,66                    | 39,73                    | 39,81                    | 39,95                    | 38,38                     | Wodka                    |
| 47             | 54,67                    | 54,74                    | 54,80                    | 54,87                    | 54,93                    | 55,05                    | 52,86                     | Chartreuse Verte (Likör) |
| 73             | 79,50                    | 79,54                    | 79,58                    | 79,61                    | 79,65                    | 79,71                    | 77,37                     | Stroh Original (Rum)     |

#### Legende
1. Die Beispielgehalte sind so gewählt, dass die Tabellenwerte aus Osborne et al. (#Literatur), S. 424 f., ohne Interpolation genutzt werden können (daher erscheinen zu den Beispielprodukten „krumme“ Volumenbrüche statt der üblichen Promilleangaben). Dort werden zu jeder ganzen Prozentzahl {\displaystyle p} und bestimmten Temperaturen {\displaystyle t} °C Werte {\displaystyle \rho _{{\rm {o}}t}(p/100)} (Index „o“ für „Osborne“) für den Quotienten aus der entsprechenden Dichte {\displaystyle \rho _{{\rm {m}}t}(p/100)} (Index „m“ für „Mischung“) eines Ethanol-Wassergemischs, in dem Ethanol den Massenanteil {\displaystyle p} % hat, und der maximalen Dichte {\displaystyle \rho _{\rm {W}}} (das ist bei ca. 4 °C) von Wasser angegeben.
2. Die Volumenkonzentration {\displaystyle \sigma _{t}(w)} des Ethanols zum Massenanteil {\displaystyle w} bei der Temperatur {\displaystyle t} °C berechnet sich als {\displaystyle w\cdot {\frac {\rho _{{\rm {m}}t}(w)}{\rho _{t}}}}, wobei {\displaystyle \rho _{t}} die Dichte von Ethanol bei {\displaystyle t} °C ist. Für {\displaystyle {\frac {\rho _{{\rm {m}}t}(w)}{\rho _{t}}}} setzen wir {\displaystyle {\frac {\rho _{{\rm {o}}t}(w)\cdot \rho _{\rm {W}}}{\rho _{{\rm {o}}t}(100\,\%)\cdot \rho _{\rm {W}}}}={\frac {\rho _{{\rm {o}}t}(w)}{\rho _{{\rm {o}}t}(100\,\%)}}} ein und geben das (auf Zehntelpromille gerundete) Ergebnis in der Spalte zu {\displaystyle t} °C in Prozent an. (Die gesetzlich bestimmte Referenztemperatur 20 °C ist kursiv hervorgehoben. Gegenüber Volumenkonzentration#Zusammenhänge mit anderen Gehaltsgrößen ist die Notation der Größen hier etwas abgewandelt.)
3. Aus dem Massenanteil {\displaystyle w} ergibt sich über die Volumenkonzentration {\displaystyle \sigma _{20}(w)} (diese wie zuvor) und analog die zugehörige Volumenkonzentration des Wassers bei 20 °C der Volumenanteil Ethanol bei 20 °C als {\displaystyle {\frac {w/\rho _{20}}{w/\rho _{20}+(1-w)/\rho _{\rm {w}}}}=\left(1+\left({\frac {1}{w}}-1\right)\cdot {\frac {\rho _{20}}{\rho _{\rm {w}}}}\right)^{-1}} – sofern {\displaystyle w>0} –, wobei {\displaystyle \rho _{\rm {w}}} die Dichte von Wasser bei 20 °C ist. Für {\displaystyle {\frac {\rho _{20}}{\rho _{\rm {w}}}}} setzen wir {\displaystyle {\frac {\rho _{{\rm {o}}20}(100\,\%)}{\rho _{{\rm {o}}20}(0\,\%)}}} ein und geben das Ergebnis in Prozent an.

#### Fazit
1. Bei jedem Massenanteil nimmt die Volumenkonzentration zwischen 10 und 40 °C fast linear mit der Temperatur zu. 5 Grad machen bei Leichtbieren jedoch nur etwa einen Zehntelpromillepunkt aus, bei Vollbieren 1/5 ‰, bei Rotwein eine Größenordnung von einem halben Promille. Bei Spirituosen nimmt die Temperaturabhängigkeit zunächst weiter zu, 5 Grad machen oberhalb von Portwein, im Branntwein-Bereich, eine Größenordnung von einem Promillepunkt aus. Mit weiter zunehmendem Alkoholanteil nimmt die Temperaturabhängigkeit wieder ab und ist bei als 80%ig bekannten Spirituosen nur noch so stark ausgeprägt wie bei Rotweinen. Die Unterschiede liegen weit unter den Fehlertoleranzen für die Etikettierung.
2. Die Volumenkontraktion beim Mischen von Alkohol und Wasser lässt erwarten, dass der Volumenanteil {\displaystyle {\frac {V}{V+V_{\rm {w}}}}} Ethanols einer Mischung eines Alkoholvolumens {\displaystyle V} mit einem Wasservolumen {\displaystyle V_{\rm {w}}} kleiner ist als die zugehörige Volumenkonzentration {\displaystyle {\frac {V}{V_{\rm {m}}}}} bei gleicher Temperatur, wobei {\displaystyle V_{\rm {m}}} das Volumen der Mischung aus den Ausgangsvolumina {\displaystyle V} und {\displaystyle V_{\rm {w}}} ist; der Quotient {\displaystyle {\frac {V_{\rm {m}}}{V+V_{\rm {w}}}}} beider Größen ist ja ein Maß der Volumenkontraktion. Im Beispiel von 20 °C macht sich der Unterschied allerdings bei Leichtbier noch nicht einmal in Zehntelpromillepunkten bemerkbar, er nimmt aber – zunächst – mit dem Alkoholgehalt zu. Bei Rotwein macht er einen vollen Promillepunkt aus, liegt aber noch unterhalb der Fehlertoleranzen für die Etikettierung. Bei Portwein überschreitet der Unterschied die gesetzliche Fehlertoleranz von 0,3 %. Bei Branntwein wird ein Unterschied von einem Prozentpunkt überschritten, bei höheren Alkoholgehalten tritt ein Unterschied von mehr als 2 Prozentpunkten auf, er wird nun aber „gebremst“. Auf dem Weg zu 100 % muss er schließlich wieder zurückgehen, was in den Beispielen jedoch noch nicht sichtbar ist.
3. Da der Quotient aus Volumenanteil und Volumenkonzentration doch relativ nahe bei 1 bleibt, schlägt sich die deutlich geringere Dichte von Alkohol gegenüber Wasser in Prozenten von Massenanteilen („Massenprozenten“) nieder, die tatsächlich kleiner als die zugehörigen Volumenkonzentrationen und Volumenanteile („Volumenprozente“) sind, unabhängig von der Temperatur.